# Jaderná elektrárna Obninsk
Jaderná elektrárna Obninsk (rusky Обнинская АЭС, Обнинская атомная электростанция) se nachází u stejnojmenného města přibližně 100 km jihozápadně od Moskvy. Tato jaderná elektrárna byla jako první na světě připojena k síti a to v 17:45 místního času 27. června 1954. I když existovaly reaktory schopné vyrábět elektřinu, tento byl první, který dodával elektřinu do domácností.

## Projekt
Rozhodnutí o výstavbě jaderné elektrárny padlo v první polovině roku 1950 a okamžitě začala příprava dokumentace. Projekt byl zadán N. A. Dolležalovi s podporou Akademie věd Sovětského svazu. V září roku 1951 byla zahájena výstavba.
Podle původního projektu měly vzniknout tři reaktory různých typů, aby se zjistily jejich výhody a nevýhody. Všechny tyto reaktory dodávaly páru na jednu 5 MW turbínu. První reaktor s označením AM-1 (Atom mirnyj – mírový atom) byl vodou chlazený a grafitem moderovaný reaktor. Druhý s označením VT byl tekutým kovem chlazený a berylliem moderovaný reaktor. Posledním byl heliem chlazený a grafitem moderovaný reaktor s označením ŠG. Později došlo ke změnám projektu, které změnily druhý reaktor chlazený olovem a bismutem. Třetí reaktor se změnil na tlakovodní reaktor.
Všechny reaktory se ukázaly být použitelné a staly se základem pro modernější reaktory. Reaktor AM-1 se stal základem pro reaktor RBMK-1000. Reaktor VT se stal základem pro jaderné reaktory používané v ponorkách a na základě zkušeností byl na stejném principu nově vyvinut reaktor SVBR-100. Poslední typ se stal základem pro nejvíce rozšířené reaktory VVER.

### Konstrukce reaktoru AM-1
Reaktor AM-1 pracoval ve dvouokruhovém uspořádání. V primárním okruhu cirkulovala voda o tlaku 10 MPa s výstupní teplotou chladiva 280 °C. Vstupní teplota vody byla 190 °C. Z primárního okruhu voda předávala teplo do sekundárního okruhu o tlaku 1,25 MPa, která se měnila na páru a poháněla turbogenerátor (5 MW). Jako palivo byl v reaktoru použit uran s obohacením 5% 235U. Tepelný výkon měl hodnotu 30 MW. V aktivní zóně, která byla vysoká 1,7 m a v průměru měla 1,5 m, bylo uloženo 128 palivových kazet a 23 regulačních tyčí. Výměna paliva probíhala při plném výkonu reaktoru jednou za 100 dní. Celá aktivní zóna byla obklopena grafitovými bloky, které představovaly reflektor.
V reaktorovém sálu se nacházel také bazén skladování vyhořelého paliva a konstrukce pro skladování čerstvého paliva. Při zavážení čerstvého paliva nebyla nutná bezpečnostní opatření, a proto docházelo k výměně paliva pomocí mostového jeřábu, na který měla obsluha výhled z klasické prosklené kabiny. Při vytahování vyhořelého paliva však byl reaktorový sál hermeticky uzavřen, přičemž obsluha řídila mostový jeřáb zpoza třímetrové betonové zdi a s orientací pouze pomocí malých průzorů.

## Výzkum
Pět let po uvedení elektrárny do provozu začal jaderný blok fungovat převážně jako testovací a výzkumné zařízení. Tomu byla také přizpůsobená konstrukce reaktoru s velkým počtem experimentálních kanálů. Testy byly zaměřeny k neutronově-fyzikálnímu a materiálovému výzkumu a k výrobě radiofarmak. Před ukončením provozu se zde prováděl výzkum systémů pro použití ve vesmíru. Pro příklad výzkum zařízení TOPAZ pro ohřev vesmírných sond anebo BOUK vyrábějící elektřinu na palubě sond.
Reaktor AM-1 stál na počátku dalších snah o rozvoj jaderné energetiky. Projekt mobilní jaderné elektrárny TES-3, kde byl tlakovodní reaktor o tepelném výkonu 8,8 MW umístěn na podvozku těžkého tanku. Podobně jako běloruská mobilní elektrárna Pamir, která byla převážena pomocí dvou vojenských tahačů. Jaderné reaktory byly rovněž zkoušeny na civilních (ledoborce) tak i vojenských lodích (letadlové lodě a ponorky).

## Současnost
K trvalému ukončení provozu došlo v roce 2002, tedy 48 let po prvním spuštění. Za tuto dobu nedošlo k žádné nehodě ani úniku radiace do životního prostředí.[zdroj?] V roce 2004 byl reaktor prohlášen za památku a zřídilo se zde muzeum. V současné době zůstává v provozu pouze dozimetrická dozorna monitorující vnitřní prostory elektrárny a grafit v reaktoru. Zajímavostí je, že většina přístrojů je původních (z roku 1954) a navíc neprošly příliš velkou modernizací. Do Obninsku míří každoročně velké množství především studentských výprav.

## Informace o reaktorech
| Reaktor   | Typ reaktoru | Výkon | Výkon | Zahájení výstavby | Připojení k síti | Uvedení do provozu | Uzavření    |
| Reaktor   | Typ reaktoru | Čistý | Hrubý | Zahájení výstavby | Připojení k síti | Uvedení do provozu | Uzavření    |
| --------- | ------------ | ----- | ----- | ----------------- | ---------------- | ------------------ | ----------- |
| Obninsk-1 | AM-1         | 5 MW  | 6 MW  | 1. 1. 1951        | 27. 6. 1954      | 1. 12. 1954        | 29. 4. 2002 |